# 関誠夫
関 誠夫（せき のぶお、1944年9月21日 - ）は、日本の技術者、実業家。千代田化工建設代表取締役社長や、同社取締役会長、エンジニアリング振興協会理事長、日本プロジェクトマネジメント協会会長などを歴任した。

## 経歴・人物
埼玉県出身。埼玉県立浦和高等学校を経て、1968年東京工業大学工学部生産機械学科卒業。1970年同大学大学院工学研究科修士課程修了、千代田化工建設入社。米国千代田インターナショナル・コーポレーション副社長を経て、1997年千代田化工建設取締役に昇格。1998年常務取締役。2000年代表取締役専務。2001年から代表取締役社長を務め、新たに筆頭株主となった三菱商事の下、再建にあたった。
2005年エンジニアリング振興協会理事長。2007年千代田化工建設取締役会長。2009年相談役に退き、同年藍綬褒章受章。2012年千代田化工建設顧問、芝浦工業大学大学院工学マネジメント研究科（MOT）教授、東京工業大学経営協議会委員、帝人取締役、スギヨ監査役。2014年亀田製菓取締役、ウェザーニューズ取締役。2015年横河電機取締役。2017年日本プロジェクトマネジメント協会会長。蔵前工業会蔵前経営者懇話会代表幹事等も歴任した。